# The Power of Six
The Power of Six (Brasil: O Poder dos Seis / Portugal: O Poder de Seis) é um romance de ficção científica e ação — o segundo da série Os Legados de Lorien, escrita por Pittacus Lore (pseudônimo de James Frey e Jobie Hughes). O livro foi publicado pela Editora HarperCollins nos EUA em 23 de Agosto de 2011, e chegou a permanecer por 11 semanas consecutivas na lista de bestsellers do The New York Times.

## Sinopse
Em O Poder dos Seis, o segundo volume da série Os Legados de Lorien, John,Seis e Sam continuam em fuga após a grande batalha contra os mogadorianos. Escondida em um convento na Espanha, Marina, a Número Sete, tenta acompanhar as notícias sobre John. Convencida de que ele é o Número Quatro, Marina está ansiosa para descobrir onde estão os outros lorienos, imaginando se um deles é a garota de cabelo preto e olhos cinzentos de seus sonhos, aquela que tem a força necessária para reunir os seis sobreviventes.
"O Número Um foi capturado na Malásia.
O Número Dois, na Inglaterra.
E o Número Três, no Quênia.
Com o Número Quatro, em Ohio, eles fracassaram.
Eu sou a Número Sete. Uma das seis que ainda sobrevivem.
E estou pronta para lutar."

## Personagens
- John Smith - É o narrador de Eu Sou o Número Quatro — o primeiro livro da série. Também narra a segunda metade de O Poder dos Seis. É o quarto membro da Garde de Lorien.
- Número Seis - Sexto membro da Garde de Lorien, que acompanha John ao longo deste livro e evolui para se tornar seu outro interesse romântico.
- Sam Goode - Melhor amigo e maior aliado de John, em sua luta pela sobrevivência.
- Marina - A narradora da primeira metade do livro. É o sétimo membro do Garde de Lorien. Ela finalmente encontra a Número Seis no final do livro.
- Adelina - Sétima Cêpan. Ela morre durante a batalha no convento com os Mogadorianos, para salvar Marina. Ainda no convento, ela não acreditava que Lorien pudesse viver.
- Ella - Melhor amiga de Marina. Ela é o décimo membro da Garde de Lorien. Tem a capacidade de alternar entre as idades.
- Crayton - Pai de Ella, no começo Marina achou que ele fosse um Mogadoriano.
- Héctor Ricardo - Amigo humano de Marina.
- Número Nove - Nono membro da Garde de Lorien na série. Inicialmente, é um prisioneiro dos Mogadorianos.
- Sarah Hart - Namorada de John em Ohio. É suspeita de ter chamado o FBI.